# بيت عياض (لحج)
بيت عياض هي إحدى قرى الجمهورية اليمنية. تتبع جغرافيا لمحافظة لحج و إداريًا لمديرية تبن. يبلغ تعداد سكانها 3344 نسمة حسب الإحصاء الذي أجري عام 2004.

## التسمية
سميت القرية بيت عياض نسبة إلى آل عياض، وتدعى كذلك قرية نوبة عياض.